# Artemisia afra
L'Artemisia afra és una espècie de planta amb flors del gènere Artemisia dins la família de les asteràcies, nativa del sud d'Àfrica i d'Etiòpia. És un matoll perenne que es troba a vessants humits, marges de bosc, rierols.

## Morfologia

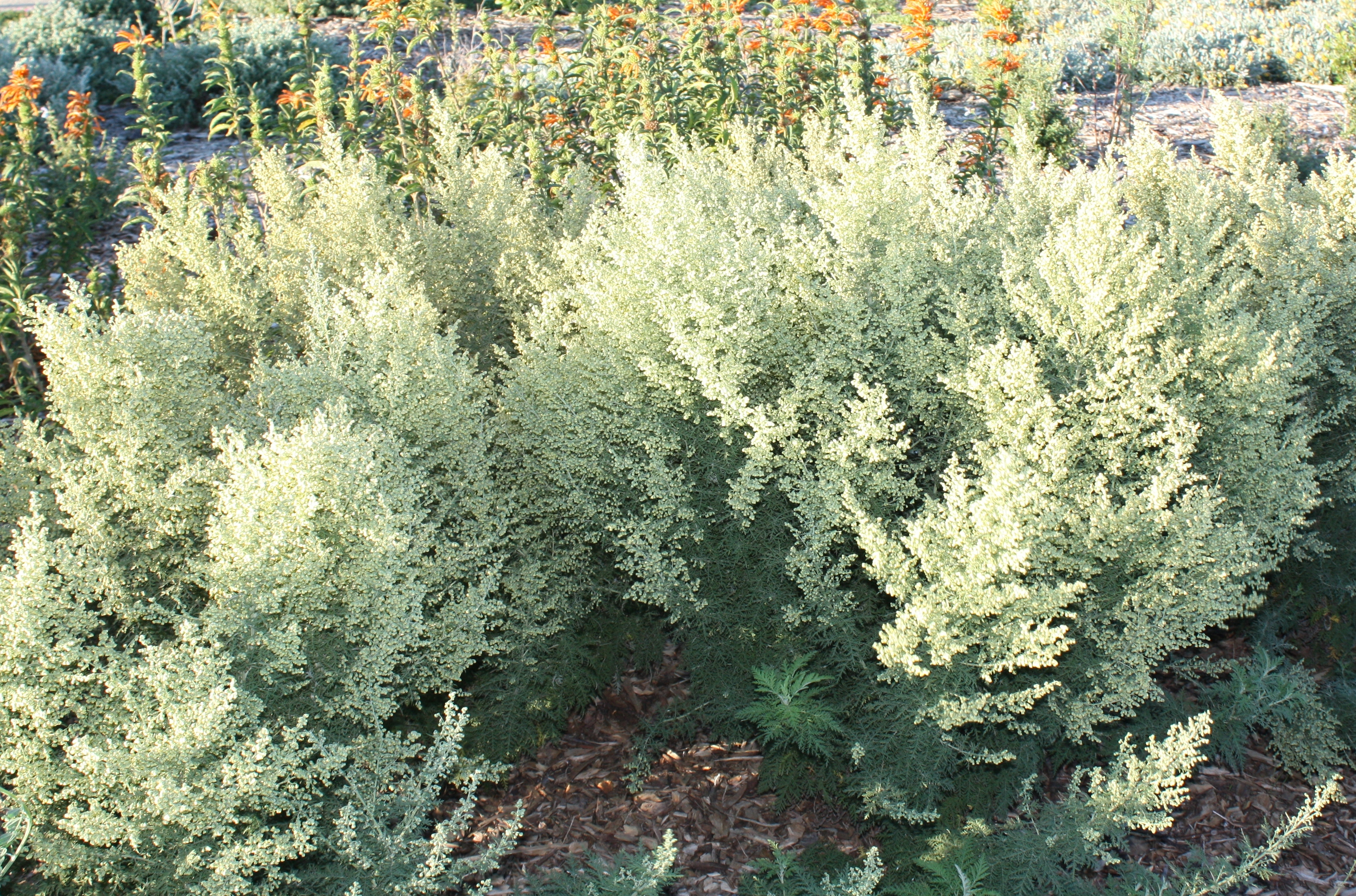
Al seu hàbitat

Artemisia afra creix en mates espesses i gruixudes, una mica desordenades, generalment amb tiges altes fins a 2 m d'alçada, però de vegades tan baixes com 0,6 m. Les tiges són gruixudes i llenyoses a la base, arribant a ser més primes i més suaus cap a les parts superiors. Moltes branques laterals més petites es disparen des dels tiges principals. Les tiges tenen fortes línies inflades que s'executen tot el llarg cap amunt.
Les fulles toves estan finament dividides, gairebé com una falguera. L'anvers de les fulles és de color verd, mentre que el revers és fosc i les tiges estan cobertes de petits pèls blancs, que donen a l'arbust un color gris general característic.
Les flors d'A. afra surten a finals de l'estiu, de març a maig, segons la latitud de l'hemisferi sud. Són de color groc cremós, són solitàries i creixen a les puntes de les branques i són de mida petites (3-4 mm de diàmetre). Molt típic d'A. afra és el fort olor dolça, enganxós que es respira quan es toca o es talla.

## Distribució i hàbitats
Artemisia afra és una espècie comuna del sud d'Àfrica amb una àmplia distribució des de les Muntanyes Cederberg del Cap, cap a les regions tropicals de l'est i arribant fins i tot cap a zones del nord com Etiòpia. En la seva forma més natural i silvestre creix en altituds d'entre 20 i 2440m sobre el nivell del mar, als vessants humits, en rierols i a les vores dels boscs. A. afra és l'única espècie indígena d'aquest gènere.

## Taxonomia
Artemisia afra va ser descrita per Jacquin, Nicolaus (Nicolaas) Joseph von i publicada a Species Plantarum. Editio quarta 3(3): 1820. 1803. (Sp. Pl.).
El nom del gènere, deriva d'Artemísia II de Cària, reconeguda com a botànica. L'epítet específic fa referència al lloc d'origen, Àfrica.